# Iquitos
Iquitos is een stad in de provincie Maynas, in de Peruaanse regio Loreto. Er wonen 437.000 inwoners en het is daarmee de vijfde stad van het land (na Lima/Callao, Arequipa, Trujillo en Chiclayo). De stad wordt gezien als de grootste stad ter wereld die niet over de weg bereikbaar is. Wie naar Iquitos wil reizen moet dat doen per boot of per vliegtuig.
Iquitos ligt aan de rivier de Amazone, 3000 kilometer verwijderd van de monding. Toch ligt de stad maar 106 meter boven de zeespiegel. Iquitos wordt omgeven door drie rivieren, de Amazone, de Nanay en de Itaya. De stad werd gesticht in 1750 als een missiepost van de Jezuïeten en groeide doordat het de hoofdstad van de regio Loreto was. De winning en productie van natuurrubber zorgde in de 19e en 20e eeuw voor een aanhoudende groei. Vandaag de dag is Iquitos een belangrijke handelsplaats voor tropisch hardhout vanuit het Amazonewoud. Daarnaast heeft de stad een bloeiende rum-, bier- en olie-industrie.
De toerisme-industrie is een opkomende branche in Iquitos, en het is een populair beginpunt voor reizen door het Amazonegebied.

## Bestuurlijke indeling
Deze stad (ciudad) bestaat uit vier districten:
- Belén
- Iquitos (hoofdplaats van de provincie)
- Punchana
- San Juan Bautista

## Stedenbanden
Iquitos heeft een stedenband met:
- Caballococha, Peru
- Leticia, Colombia
- Manaus, Brazilië
- Milaan, Italië
- Moyobamba, Peru
- Nueva Loja, Ecuador
- Nuevo Rocafuerte, Ecuador
- Puerto Francisco de Orellana, Ecuador